# Test spieniania
Test spieniania – badanie wykorzystywane w położnictwie do oceny dobrostanu płodu. Na podstawie wyniku reakcji płynu owodniowego z etanolem pozwala ocenić dojrzałość płuc płodu.